# Nathan Eccleston
Nathan Eccleston, född 30 december 1990 i Manchester, England, är en professionell fotbollsspelare som sedan säsongen 2012/13 spelar i Blackpool. Eccleston är anfallare men har även spelat som vänstermittfältare vid flera tillfällen. Under andra halvan av säsongen 2010-2011 var Eccleston utlånad till Charlton från Liverpool.

## Spelarkarriär
Eccleston värvades av Liverpool från Bury FC 2006. Inledningsvis spelade han med klubbens ungdomslag och medverkade även för klubben i FA Youth Cup säsongen 2008-2009. Inför säsongen 2009-2010 skrev han på ett proffskontrakt med klubben och flyttades upp att träna med A-laget på träningsanläggningen Melwood. Förutom spel i reservlaget debuterade han i A-laget i en Carling Cup-match mot Arsenal den 28 oktober 2009. Tre dagar senare debuterade han även i Premier League.
I januari 2010 skrev Eccleston på ett nytt kontrakt med Liverpool som gäller till sommaren 2013. Samma månad lånades han även ut till League One-laget Huddersfield Town där han kom att tillbringa resten av säsongen. Eccleston gjorde sitt första och enda mål för Huddersfield i debuten och kom att spela 11 ligamatcher för klubben.
Eccleston spelade sin första match från start med Liverpool den 15 december 2010 i en Europa League-match mot FC Utrecht. Han hade tidigare blivit inbytt i sex matcher under säsongen. I januari 2011 lånades han ut till League One-laget Charlton för resten av säsongen.